# Göran Cederberg
Göran Anders Cederberg, född 7 december 1926 i Esbo, död 13 augusti 1978 i Helsingfors, var en finländsk skådespelare. 

## Biografi
Cederberg genomgick Svenska Teaterns elevskola 1948–1950 och var engagerad vid Svenska Teatern 1954–1976 samt vid Finlands nationalteater 1970–1978. Han var en både intellektuell och intuitiv konstnär, som skapade pregnanta typer och kunde utforma en uttrycksfull komisk karaktär med små mimiska medel. Hans främsta roll blev torparen Koskela i Väinö Linnas Upp trälar, som han gestaltade gripande med återhållen kraft och mänsklig resning. Han gjorde även Strindbergroller, bland annat Mäster Olof, Jean i Fröken Julie och Hr X i Paria; vidare Baloun i Svejk, Leicester i Maria Stuart och Roulin i Postiljonen och van Gogh.